# مارتينيز (بوينس آيرس)
مارتينيز (بالإسبانية: Martínez, Buenos Aires)‏ هي منطقة سكنية تقع في الأرجنتين في San Isidro Partido.[بحاجة لمصدر] يقدر عدد سكانها بـ 65,859 نسمة وترتفع عن سطح البحر 18 متر.